# Denis Martin (homme d'affaires)
Ne doit pas être confondu avec Denis Martin.
Denis Martin, né le 19 novembre 1956 à Cholet, est un ancien homme d'affaires français, ancien directeur opérationnel Europe du Groupe PSA. Il a disparu le 19 juillet 2020 et fait l'objet d'un avis de recherche de la part d'Interpol.

## Biographie
Né à Cholet le 19 novembre 1956, il est diplômé d'une maîtrise de gestion à l'Université Paris-Dauphine. Il est le frère de Serge Martin (linguiste)
Après des débuts au sein de Neyrpic, il occupe diverses fonctions de direction au sein de Magneti Marelli, avant de prendre la direction de l'usine du Mans de PCC (Philips Consumer Communications), la branche dédiée aux téléphones portables du groupe hollandais. Le contexte difficile le conduit à réduire les activités, jusqu'à accompagner la fermeture du site en 2002,. Il rejoint alors Valeo France, où il redresse les activités éclairage, puis entre à la SNCF comme directeur du matériel de 2005 à 2008.
C'est en juin 2008 qu'il rejoint PSA Peugeot Citroën en qualité de directeur de l’usine de Rennes pour six mois. En février 2009, il est promu par Christian Streiff Directeur des Ressources Humaines, avant de devenir en mai 2010 le Directeur Industriel du Groupe,. À ce titre il a initié la démarche d'usine excellente visant à mettre en place les meilleurs pratiques mondiales au sein du système industriel de PSA.
Il est l'un des responsables du plan de réduction d'effectifs présenté par PSA en 2012. En mars 2013, lors de la grève du site d'Aulnay-sous-Bois, il quitte ses fonctions aux relations sociales pour se concentrer sur les aspects industriels.
En septembre 2014, il devient responsable de la direction de la région Europe et à ce titre il assure la responsabilité opérationnelle des systèmes industriels et des opérations commerciales en Europe. Il est l'un des principaux architectes du plan « Back in the Race » et du retour à la profitabilité de PSA.
Le 28 juillet 2016, il est annoncé à la tête de la direction des opérations Asie, en remplacement de Grégoire Olivier, pour une application au 1er septembre 2016. A la suite de la chute des ventes de PSA en Chine de 16% en 2016, puis de 37% en 2017, Denis Martin est évincé du groupe PSA, après 14 mois sur ses fonctions en Chine, le 31 janvier 2018.
Depuis le printemps 2018, il est senior advisor pour des fonds d'investissement et différents conseils, dans les domaines industriels, commerciaux sur différents secteurs d'activités.
Il fait l’objet d’un avis de recherche pour disparition inquiétante après avoir quitté son domicile d'Aubussargues (Gard) le 19 juillet 2020,, et fait l'objet d'un avis de recherche de la part d'Interpol.
Les recherches se poursuivaient fin 2022, toujours sans succès,sa disparition était toujours non élucidée.